# Central Park Towers
El Central Park Towers es un complejo de dos torres, la Central Park Office Tower que será de 49 plantas y 294 m (964 pies), y el Central Park Residential Tower, que será de 51 pisos y 261 m (857 pies). La fecha de terminación es desconocida.